# 克里特理工大学
克里特理工大学(希腊语: Πολυτεχνείο Κρήτης Politexnio Kritis)，为希腊克里特岛哈尼亚的一所公立大学。

## 历史
该校有希腊教育部创建于1977年。校园占地750英亩。

## 院系设置
克里特理工大学包含6个系
- 电子学与计算机工程系
  - 電子和計算機體系結構
  - 計算機科學
  - 控制系統
  - 電信
- 矿业工程系
- 生产工程管理系
  - 生產系統
  - 決策科學
  - 管理
- 环境工程系
- 建筑系
- 科學系
  - 數學
  - 物理
  - 化學
  - 力學
  - 社會科學